# Аристов, Владислав Николаевич
Владисла́в Никола́евич А́ристов (род. 1937) — советский и российский художник, прозаик, поэт и журналист, путешественник, автор десяти книг прозы. Заслуженный работник культуры РСФСР. Живёт в Магнитогорске.

## Биография
- 1937, 5 ноября — родился в Магнитогорске
- 1960 — окончил Челябинский политехнический институт (ныне — Южно-Уральский государственный университет)
- 1960—2000 — работал инженером-электриком на Магнитогорском металлургическом комбинате
- 1970 — иллюстрации к «Измаил-бею» М. Ю. Лермонтова приобретены Государственным музеем М. Ю. Лермонтова в Тарханах
- 1971 — вступил в КПСС
- 1981 — удостоен звания «Заслуженный работник культуры РСФСР»
- 1989 — удостоен диплома «Золотое перо» газеты «Магнитогорский рабочий»
- 1997 — в магнитогорском издательстве «МАГИ» вышла первая книга, «Послушник»
- 1999 — вышла вторая книга, «Стяжатель»
- 1999—2000 — работал ведущим инженером на строительстве Свято-Вознесенского собора (г. Магнитогорск)
- 2000 — вышла третья книга, «Странник»
- 2002 — вышли четвёртая и пятая книги, романы «Собор» и «Посланник»
- 2003 — вышла шестая книга, «Совмещение»
- 2004 — вышла седьмая книга, «Триада»
- 2005 — вышла восьмая книга, «Да, Адам…»
- 2007 — вышли девятая и десятая книги, «По кругу и вспять» и «Он читает книгу одиночества»

### Путешествия (программно-ключевые)
- 1969 — Карачаево-Черкесия (ущелье Хурзук)
- 1972 — Северная Осетия (массив Тепли и Рокки)
- 1980 — Дагестан
- 1986 — Хевсуретия
- 1988 — Чечня—Хевсуретия
- 1990 — Хевсуретия

## Литературная деятельность
Владислав Аристов является автором девяти книг. В середине 1990-х годов он вёл литературоведческую рубрику «Беседы с книгами» в газете «Магнитогорский металл».

### Романы
- Посланник
- Собор

### Повести
- Быть в Аркадии
- Предок

### Пьесы
- Горная молитва (пьеса в 3 действиях, 6 картинах)

### Цикл очерков
- Этюды от храма

### Книги (автор)
1. 1997 — Послушник. — Магнитогорск, «МАГИ», 180 с. Составитель: Р. Дышаленкова. Тираж: 1000 экз. ISBN 5-88400-010-2
2. 1999 — Стяжатель. — Магнитогорск, «МАГИ», 252 с. Тираж: 1000 экз. ISBN 5-88967-004-2
3. 2000 — Странник. — Магнитогорск, «МАГИ», 266 с. Тираж: 1000 экз. ISBN 5-88967-005-0
4. 2002 — Собор. — Магнитогорск, 240 с. Тираж: 200 экз.
5. 2002 — Посланник. — Магнитогорск, 228 с. Редактор: В. Мозговой. Тираж: 200 экз.
6. 2003 — Совмещение. — Магнитогорск, «АРС-Экспресс», 246 с. Редактор: В. Мозговой. Тираж: 100 экз.
7. 2004 — Триада. — Магнитогорск, «АРС-Экспресс», 280 с. Тираж: 150 экз.
8. 2005 — Да, Адам… — Магнитогорск, «АРС-Экспресс», 240 с. Тираж: 150 экз.
9. 2007 — По кругу и вспять. — Магнитогорск, «АРС-Экспресс», 254 с. Тираж: 150 экз.
10. 2007 — Он читает книгу одиночества. — Магнитогорск, Издательство Магнитогорского государственного университета, 180 с. Тираж: 100 экз.

### Книги (редактор)
1. 2013 — Абрамов В. Воскресший (белые стихи). — Магнитогорск, Магнитогорский Дом печати, 80 с. Тираж: 200 экз.

### Публикации
1. Беседы с книгами. — «Магнитогорский металл», 14 мая 1994, с. 5.
2. Поучения Чечни. — Уральская новь (Челябинск), 1996.
3. Это «не хило!»… (об А. Авдееве). — «Магнитогорский рабочий», 24 мая 1997, с. 11.
4. Музы при свечах (о литературном театре). — «Магнитогорский рабочий», 7 июня 1997, с. 8.
5. Вечерний звон. — «Магнитогорский рабочий», 14 июня 1997, с. 12.
6. Светлая птица весны. — «Магнитогорский рабочий», 16 мая 1998, с. 7.
7. Там Рождество. — «Магнитогорский рабочий», 7 января 1999, с. 3.
8. Слово о ВИМе (о В. Мозговом). — «Магнитогорский рабочий», 31 декабря 1999, с. 2.
9. Состояние (о художнике Е. Белицком). — «Магнитогорский рабочий», 29 января 2000, с. 7.
10. «И странный Врубель вспоминается». — «Магнитогорский рабочий», 22 апреля 2000, с. 9.
11. Храм над рекой. — Журнал Московской Патриархии (Москва), 2002, № 2, с. 51—53.
12. Уходящий (этюд). — «Магнитогорский рабочий», 12 марта 2005, с. 12.
13. Он с этим жил и работал. — В потоке времени и памяти… (о художнике А. Камалове). — Санкт-Петербург, «Дмитрий Буланин», 2006, с. 251—252.
14. После «Грозы» (о спектакле Магнитогорского драматического театра имени Пушкина). — «Магнитогорский рабочий», 2007. — Веб-ссылка (недоступная ссылка)
15. Обратный взгляд (триптих). — «Западно-Восточный Альянс» (Магнитогорск), 2007, № 7, с. 58—59.
16. Псалом о книге. — «Западно-Восточный Альянс» (Магнитогорск), 2007, № 9, с. 58.
17. Что есть гора? — «Магнитогорский металл», 20 сентября 2014, с. 14. — Веб-ссылка

## Художественная деятельность
Произведения Владислава Аристова хранятся в Государственном музее-усадьбе М. Ю. Лермонтова (Тарханы), в Государственном музее народного творчества (Суздаль), в Магнитогорской картинной галерее, в частных коллекциях России, Франции, Японии, США, Польши.

### Участие в выставках
- 1967 — «50 лет СССР» (Москва, София, Вена, Париж)
- 1974 — «Слава труду» (Москва)
- 1967 — Передвижная выставка народного творчества (София — Париж — Вена)
- 1975 — Передвижная выставка народного творчества (Берлин — Прага — Варшава)
- 1977 — I фестиваль трудящихся народов СССР" (Москва)
- 1977 — Персональная выставка (Магнитогорск)
- 1982 — Персональная выставка (Челябинск)
- 1985 — «40 лет Победы в Великой Отечественной войне» (Москва)
- 1987 — II фестиваль трудящихся народов СССР (Москва)
- 1997 — Персональная выставка (Магнитогорск)
- 2005 — Международный фестиваль современного искусства «Другая реальность» (Магнитогорск)

## Буклеты
- 1997 — Владислав Аристов. Живопись, графика. — Магнитогорск, Творческий центр «Рутина», 8 с. Предисловие В. Пшеничникова.

## Звания и награды
- Заслуженный работник культуры РСФСР (1981)

## Оценки современников
- Прозаик, член Союза писателей России Вячеслав Пшеничников:

«…плоскость вздыблена, и на ней, в границах читаемого ландшафта, где узнаваемы деревья, трава, сплошными, штриховыми, зубчатыми кольцами обозначено: Лагуна? Дупло? Глаз? В любом случае — знак сообщения с иным пространственным измерением.»